# Cratere Coulomb
Coulomb è un cratere lunare di 89,72 km situato nella parte nord-orientale della faccia nascosta della Luna, subito oltre il margine nordoccidentale. Coulomb si trova a ovest-sud-ovest del grande cratere Poczobutt, e a nord-est del cratere Sarton.
Il bordo di questo cratere è moderatamente eroso, ma conserva una cresta ben definita e segni di terrazzamenti sulle pendici interne. All'esterno vi sono i resti di una formazione radiale che si estende per circa un terzo del diametro del cratere. Il cratere satellite Coulomb V si trova subito oltre il margine ovest-nod-ovest, mentre all'altra estremità della formazione, Coulomb J si distanzia appena di più, formando una figura simmetrica. Le pendici interne mostrano solo pochi impatti minori, ma con due crateri simmetrici ai satelliti prima menzionati.
Il pianoro interno è piatto e povero di caratteristiche, almeno in confronto con l'accidentato terreno circostante. Vi sono pochi minuscoli impatti ed uno appena maggiore vicino al bordo interno, a sud-sud-est.
Il cratere è dedicato al fisico francese Charles Augustin de Coulomb.

## Crateri correlati
Alcuni crateri minori situati in prossimità di Coulomb sono convenzionalmente identificati, sulle mappe lunari, attraverso una lettera associata al nome.
| Coulomb | Coordinate             | Diametro (in km) |
| ------- | ---------------------- | ---------------- |
| C       | 57°10′12″N 111°22′48″W | 34,17            |
| J       | 52°58′12″N 112°02′24″W | 33,66            |
| N       | 50°19′12″N 116°00′36″W | 30,64            |
| P       | 50°15′36″N 117°44′24″W | 35,7             |
| V       | 55°16′48″N 118°22′48″W | 33,12            |
| W       | 56°09′36″N 120°54′36″W | 32,76            |